# Properigea oziphona
Properigea oziphona là một loài bướm đêm trong họ Noctuidae.